# Dejvice
Dejvice – część Pragi leżąca w dzielnicy Praga 6, na północny wschód o centrum miasta. W 2006 zamieszkiwało ją 23 721 mieszkańców.
Na jej terenie znajduje się Cmentarz Šárka.